# Río Turbio (Jorquera)
El río Turbio es un curso natural de agua que nace de la confluencia de los ríos Piuquenes y Cachitos que drenan las laderas occidentales del límite internacional de la Región de Atacama y se dirige al noroeste hasta confluir con el río Figueroa para formar el río Jorquera.

## Caudal y régimen
Risopatron da su caudal como de 600 l/s a 960 l/s.: 909 

## Historia
Francisco Astaburuaga escribió en 1899 en su obra póstuma Diccionario geográfico de la República de Chile sobre el río:
Turbio (Río).-—Afluente del río Jorquera que éste recibe por su orilla izquierda y que procede del límite oriental del departamento de Copiapó sobre el centro de la cordillera de los Andes un poco al S. del paso ó boquete de Come-Caballos, ó sea por las inmediaciones de las alturas de esa sierra llamadas Barrancas Blancas.
Luis Risopatrón lo describe en su Diccionario Jeográfico de Chile (1924):: 909 
Turbio (Río). Es formado por varios arroyos que reciben las aguas de las faldas W del cordón limitáneo con la Arjentina, lleva de 600 a 960 litros de agua por segundo i corre hácia el NW, en un cajón en que se encuentran areniscas de aspecto moderno i felsite entremezcladas con pórfidos diversos o capas porfídicas, que ha dislocado o solventado, entre Cachitos i La Guardia; se junta con el río de Figueroa i forma el río Jorquera, del Copiapó.